# Jordbro (stacja kolejowa)

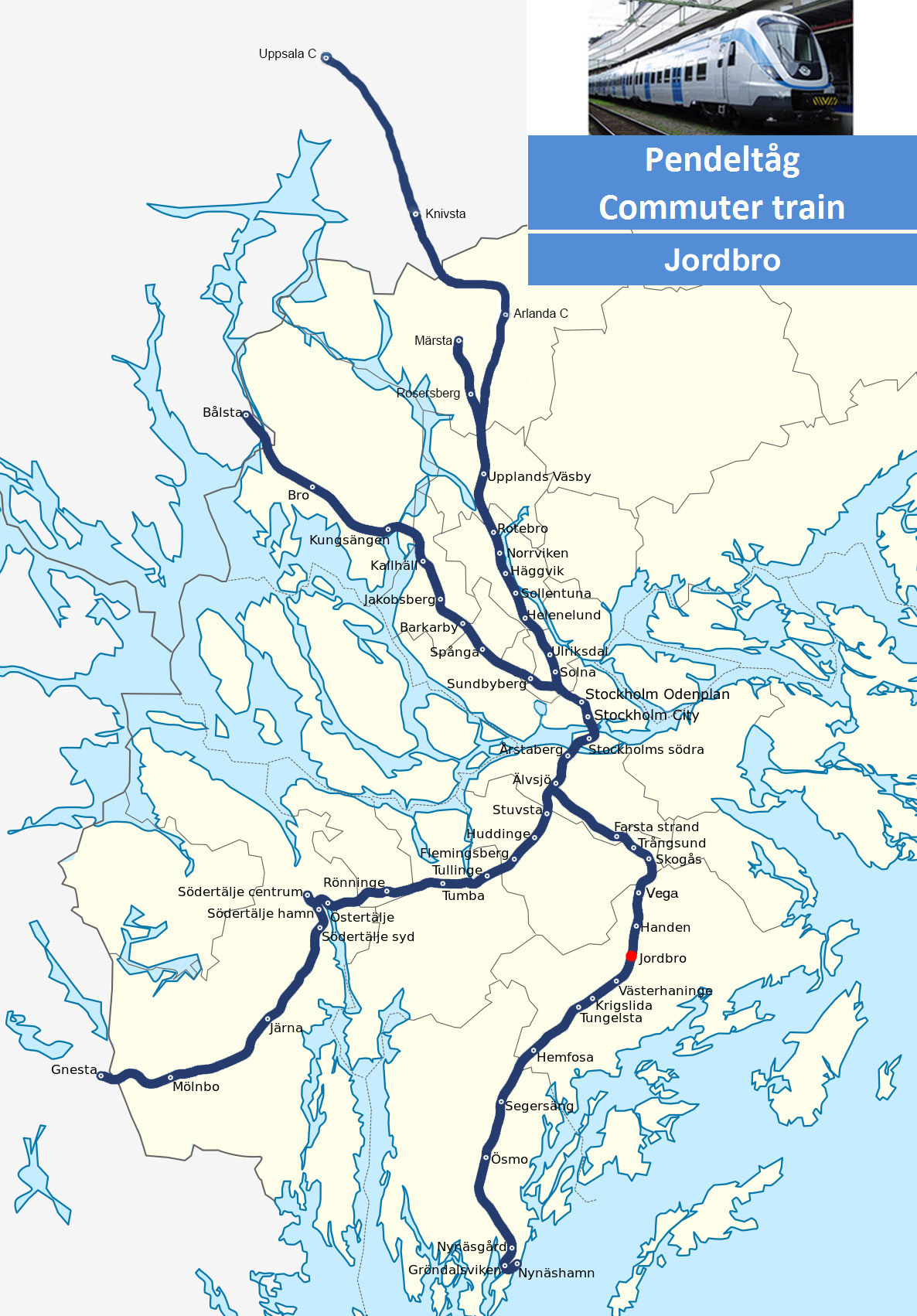
Położenie stacji na sieci Pendeltåg

Jordbro – stacja kolejowa w Gminie Haninge, w regionie Sztokholm, w Szwecji. Znajduje się na Nynäsbanan i jest obsługiwana przez pociągi Pendeltåg w Sztokholmie.

## Linie kolejowe
- Nynäsbanan